# تامراغت
تامراخت هي قرية ساحلية غرب المغرب. تقع تامراخت 14 كلم شمال أكادير، 2 كلم عن مركز الجماعة الإدارية أورير.